# Parchi e giardini di Parma

## Parchi storici

### Parco Ducale

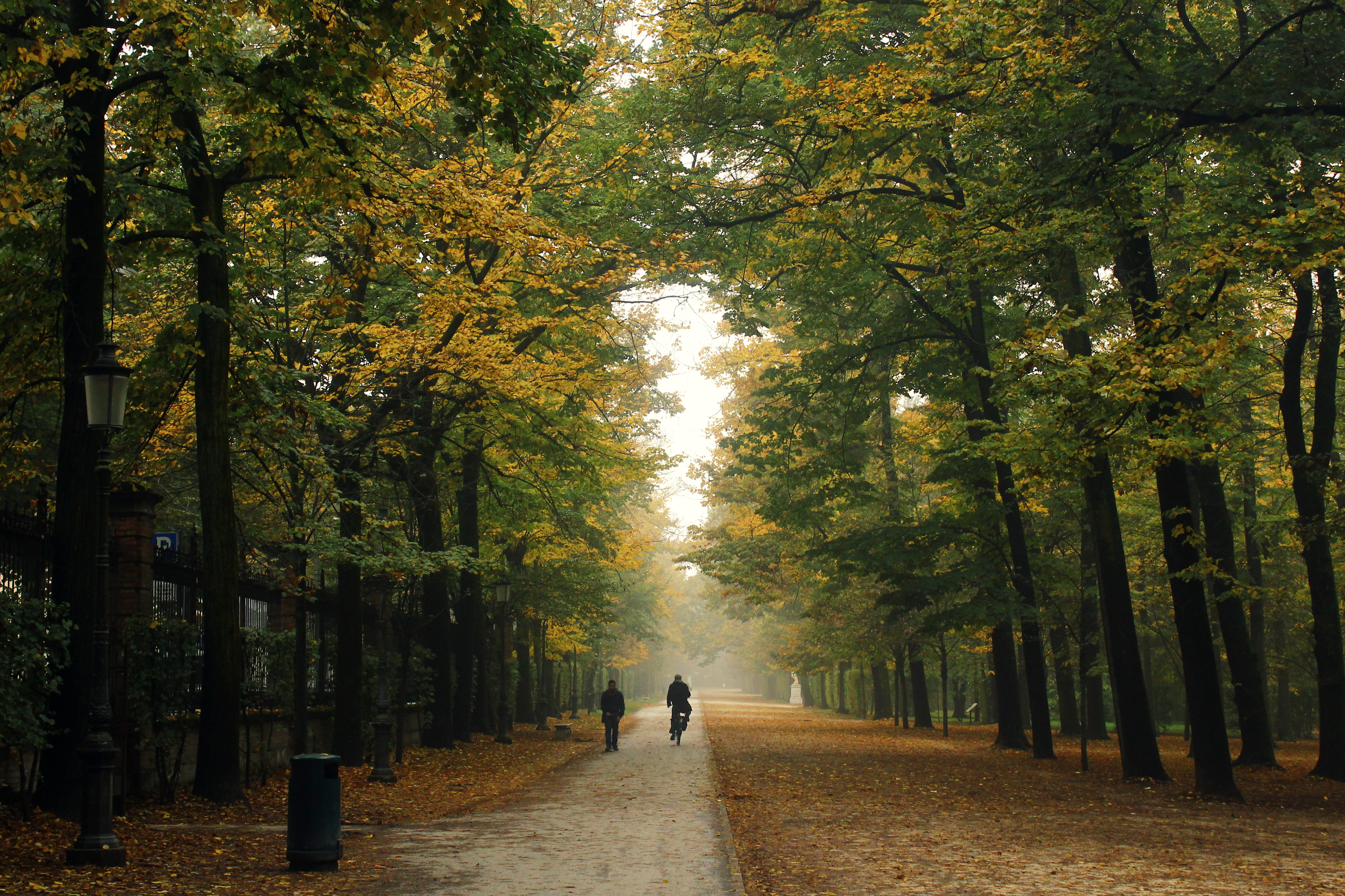
Viale del Parco Ducale

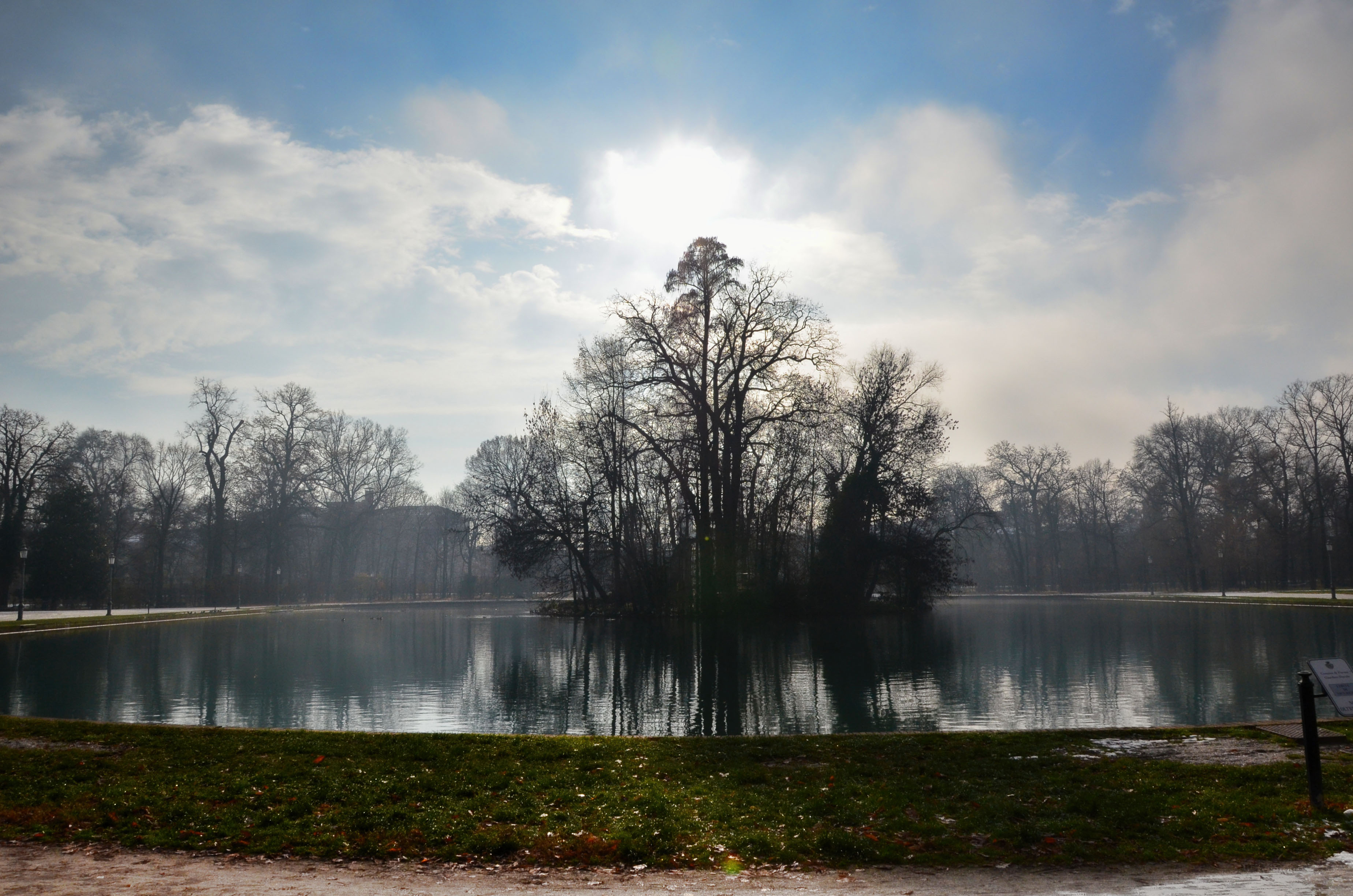
Peschiera del Parco Ducale

Grande parco pubblico di 208.700 m² situato nel quartiere Oltretorrente, nei pressi del torrente Parma, è noto ai parmigiani anche come "il giardino". Fu costruito in origine dal duca Ottavio Farnese, che nel 1561 ne commissionò il progetto all'architetto Giovanni Boscoli; nel 1690, in occasione delle nozze del figlio Odoardo II Farnese, il duca Ranuccio II Farnese fece scavare una grande peschiera per rappresentarvi una naumachia. Nel 1749 Filippo di Borbone incaricò della sua totale ristrutturazione l'architetto Petitot, che vi realizzò un parco neoclassico, ricco di vasi e statue di Jean-Baptiste Boudard, tra cui il Gruppo del Sileno; vi costruì inoltre il tempietto d'Arcadia, realizzato in forma di rovina. Nel 1920 fu posta sull'isolotto al centro della peschiera la grande Fontana del Trianon, realizzata tra il 1712 e il 1719 dall'architetto e scultore Giuliano Mozzani. Divenuto di proprietà comunale dopo l'Unità d'Italia, fu aperto al pubblico; ristrutturato nei primi anni 2000, è molto frequentato dai cittadini, che spesso praticano il jogging sui suoi 3,2 km di viali alberati, di cui circa 1,8 km costituiti da un viale perimetrale.

### Parco Cittadella

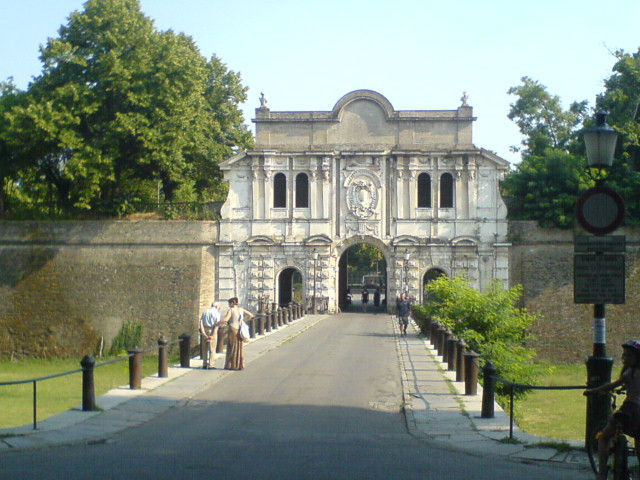
Ingresso monumentale della Cittadella

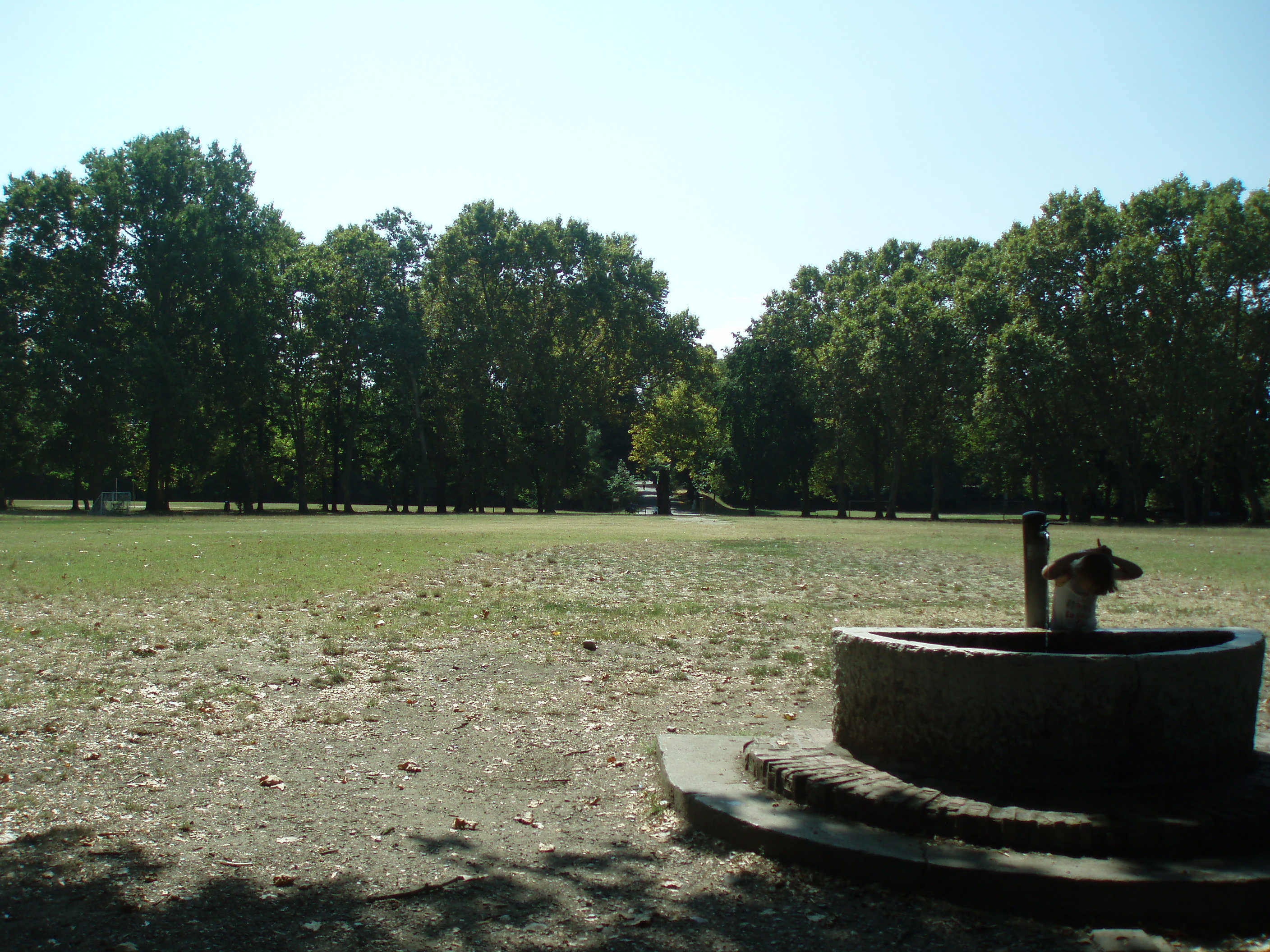
Prati e fontana della Cittadella

Vasto parco di 120.000 m², situato al centro dell'omonimo quartiere immediatamente a sud del centro storico, occupa gli spazi interni e parte del fossato dell'antica fortezza pentagonale costruita alla fine del XVI secolo dagli ingegneri Giovanni Antonio Stirpio de' Brunelli e Genesio Bresciani con la collaborazione di Smeraldo Smeraldi, per volere del duca Alessandro Farnese. Presenta due ingressi: quello principale, a nord verso la città, caratterizzato da una facciata monumentale in marmo di Carrara progettata nel 1596 da Simone Moschino; quello secondario a sud, detto anche "Porta del Soccorso", provvisto di cinque baluardi. Nel secondo dopoguerra furono demolite le caserme che si trovavano negli spazi interni e la fortezza fu trasformata in parco pubblico, oggi molto frequentato grazie ai campi sportivi, alla pista podistica, alle aree attrezzate per i bimbi ed alle aree verdi per il relax; vi si trovano anche un bar, un'area riservata ai cani ed una fontana.

### Giardini di San Paolo

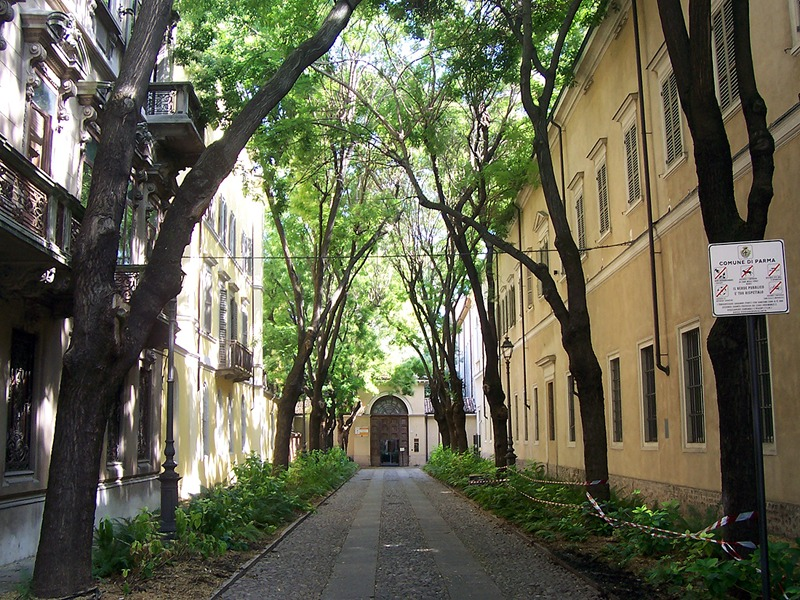
Ingresso principale dei Giardini di San Paolo

Piccolo parco del centro storico, situato nella parte più monumentale della città, sorge a pochi passi dalle centralissime piazzale della Pace e piazza Garibaldi, all'interno delle mura dell'antico monastero di San Paolo del 985. Fu ricavato nel XIX secolo dalla trasformazione degli spazi della vecchia cucina e dell'orto del convento in luogo di gioco per le alunne della scuola adiacente; furono aggiunti una fontana, una grotta, un gazebo ed un piccolo circuito per trenino, oggi non più visibile. Aperto successivamente al pubblico, costituisce un'oasi di pace e verde, poco frequentata, accessibile sia direttamente dalla strada sia attraverso la biblioteca Guanda; ai suoi margini, oltre alla celeberrima Camera della Badessa del Correggio, si trova la cella di Santa Caterina, piccola cappella con affreschi di Alessandro Araldi.

### Orto botanico

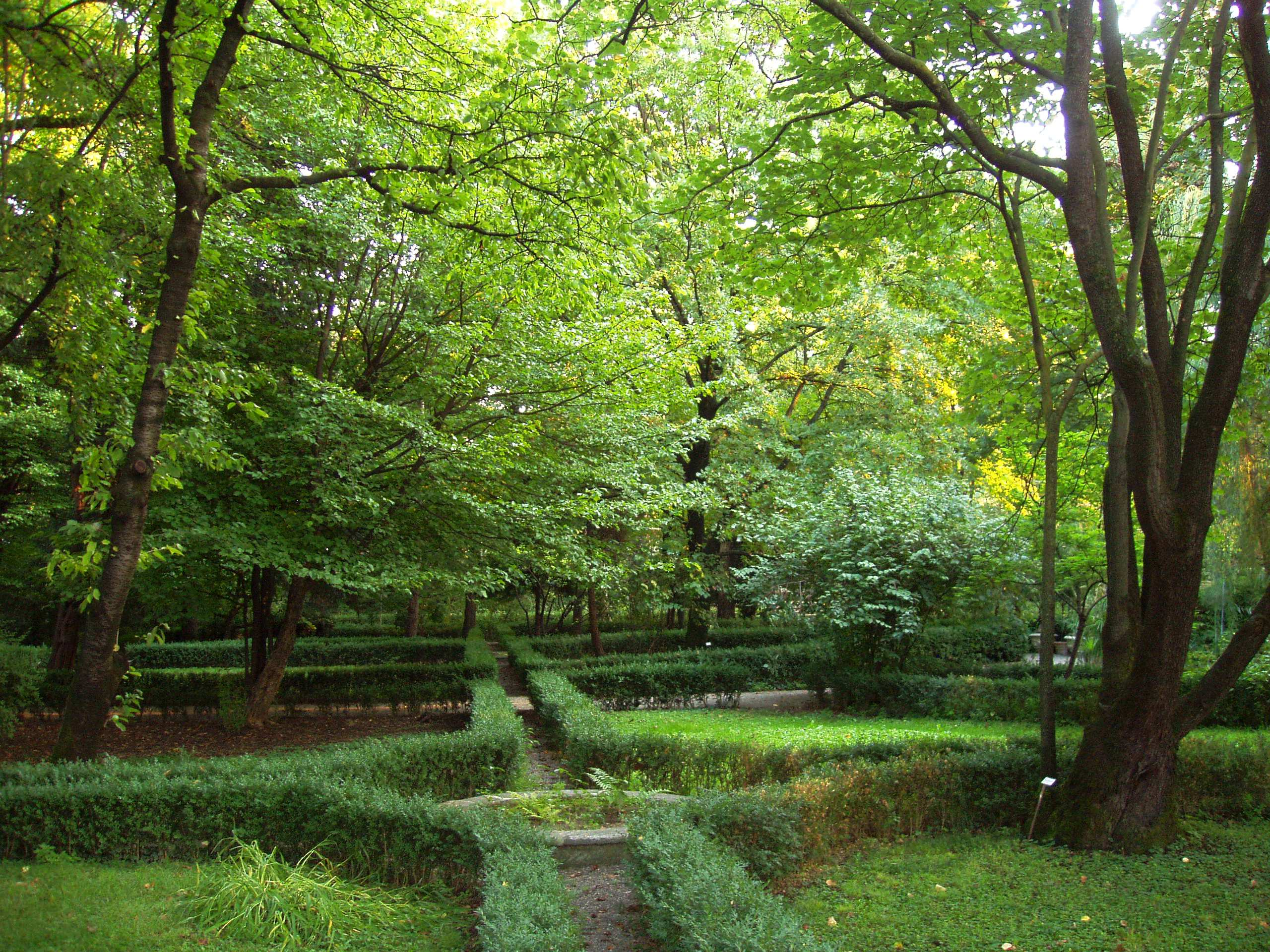
Giardino all'italiana dell'Orto Botanico

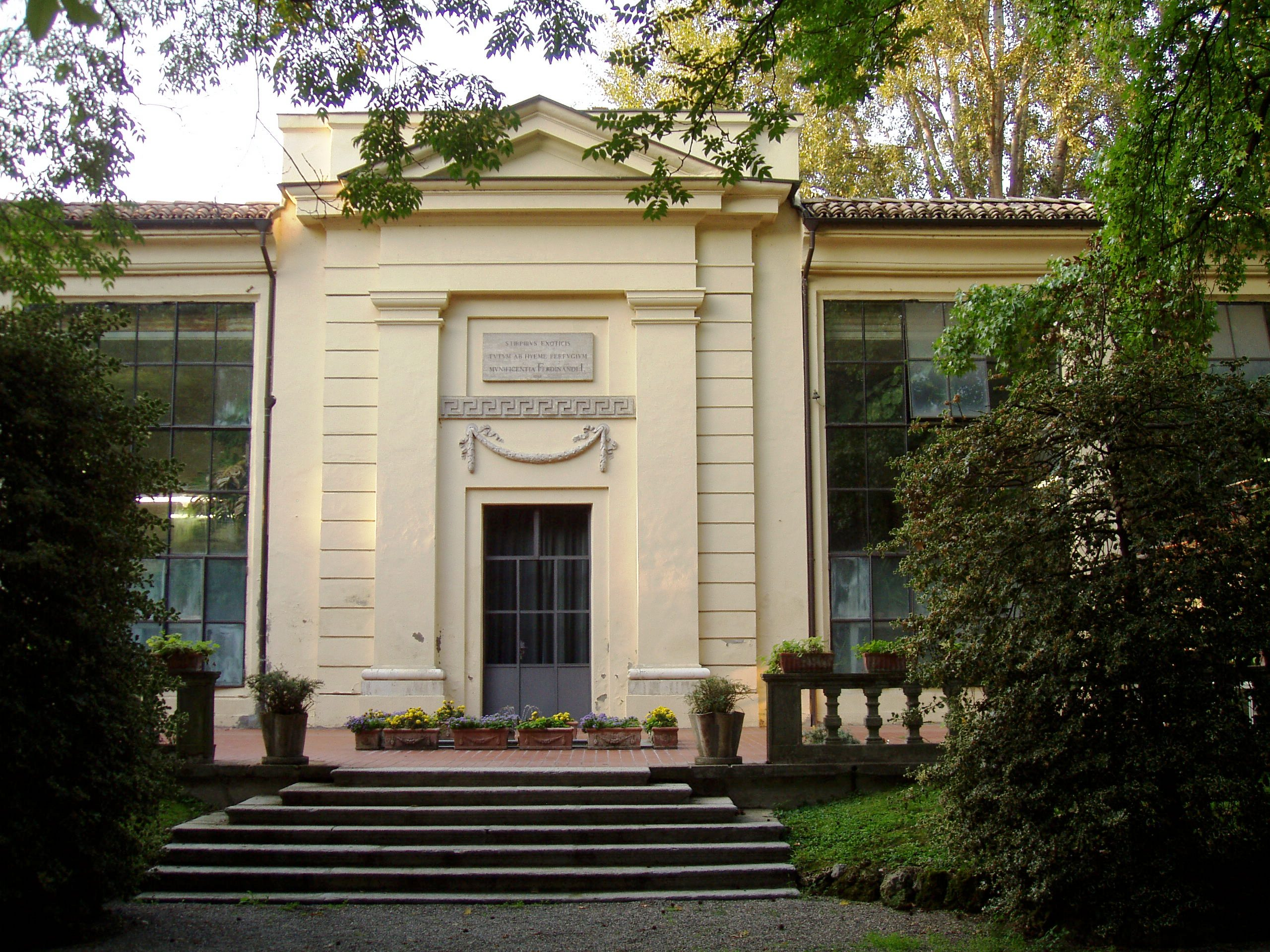
Serre del Petitot

Storico orto di 11.500 m² sorge ai margini del centro storico al termine di strada Farini, all'angolo con lo stradone Martiri della Libertà. Fu costruito nel 1770 per volontà di Giambattista Guatteri, allora titolare della cattedra di botanica, sul luogo dell'antico Orto dei Semplici, fondato nel 1630 dal duca Ranuccio I Farnese e dedicato alla coltivazione delle erbe medicinali. Le eleganti serre neoclassiche furono costruite nel 1793 dall'architetto Ennemond Alexandre Petitot; contestualmente l'area verde centrale fu realizzata secondo i gusti settecenteschi del giardino all'italiana. Tra il XVIII e il XIX secolo nella parte orientale fu creato l'arboreto con numerose specie rare, mentre nella parte occidentale fu realizzato un giardino secondo la moda inglese; nel tempo sono state aggiunte altre specie e collezioni, tra cui piante insettivore, piante grasse e violette.

## Principali parchi cittadini

### Giardino di Piazzale della Pace

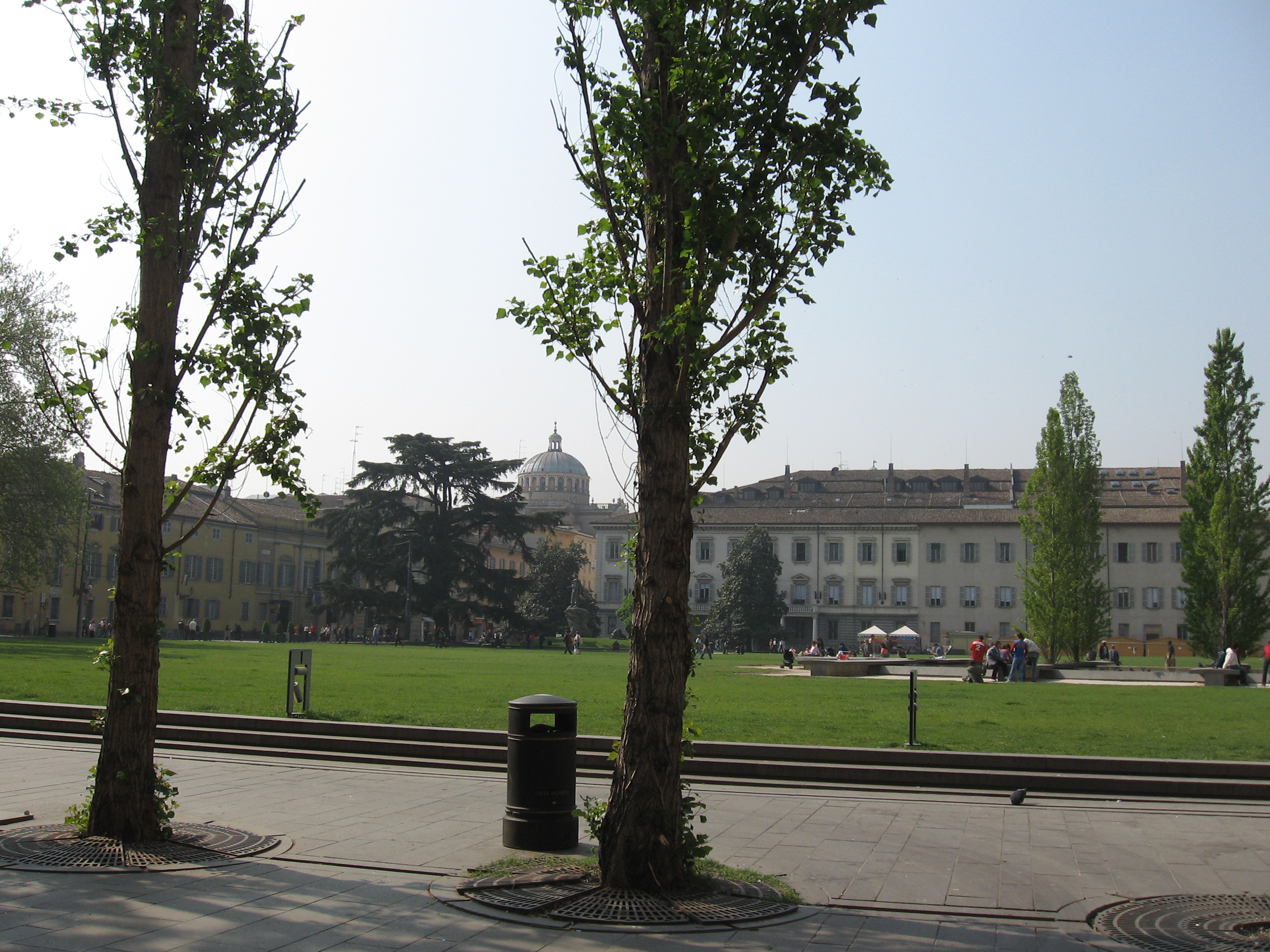
Piazzale della Pace con il Palazzo di Riserva ed il Palazzo della Provincia

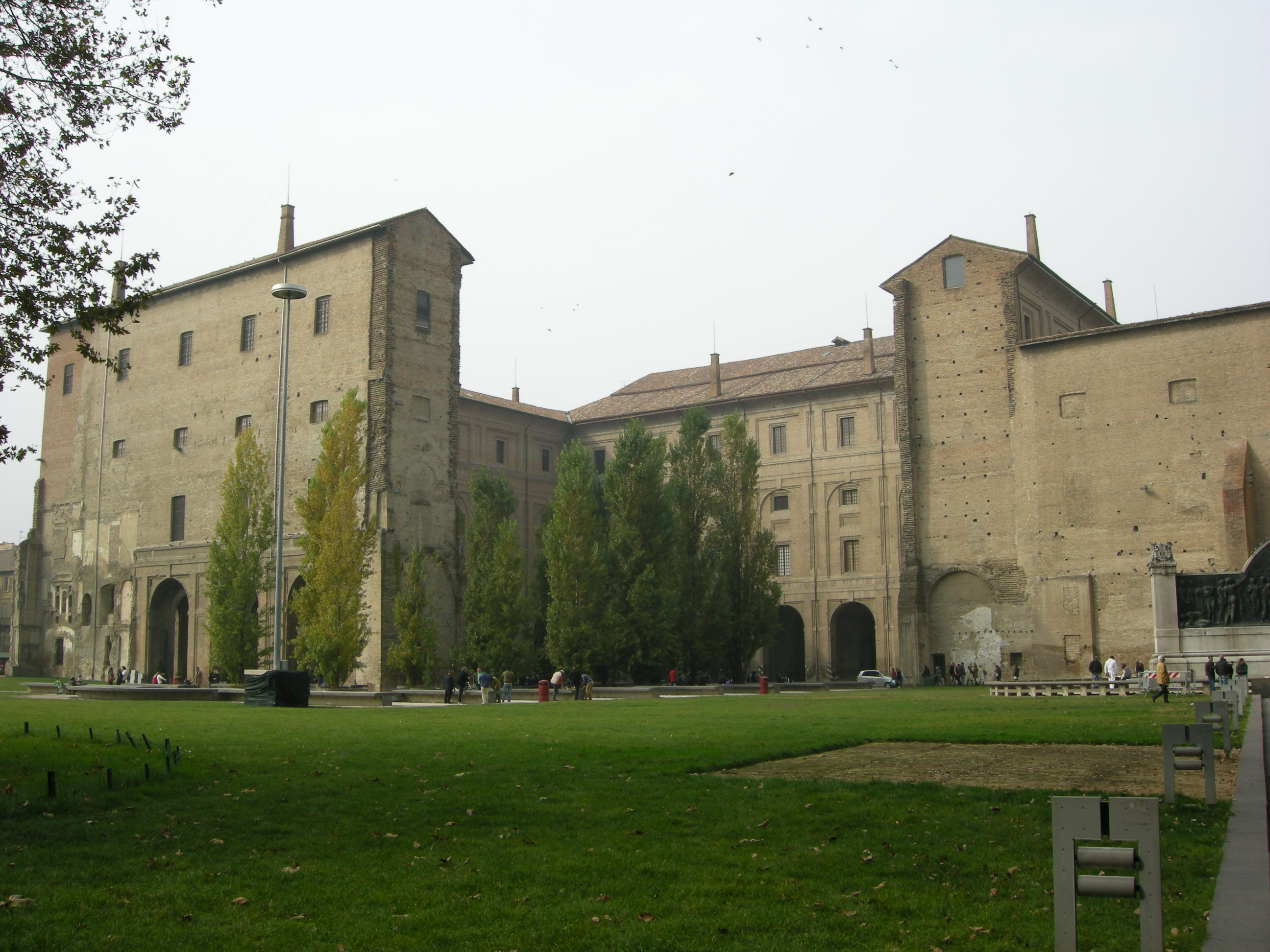
Piazzale della Pace con il Palazzo della Pilotta ed il Monumento a Giuseppe Verdi

Grande giardino a prato, è situato in pieno centro storico, fra il complesso monumentale del Palazzo della Pilotta, il palazzo della Provincia, il Palazzo di Riserva e il palazzo dei Ministeri. Fu realizzato alla fine degli anni novanta su progetto dell'architetto ticinese Mario Botta, al termine di numerose vicissitudini che ne ritardarono per decenni la sistemazione: dai bombardamenti della seconda guerra mondiale, che distrussero il neoclassico Palazzo Ducale e il Teatro Reinach, passando per l'incuria del dopoguerra, che ne favorì l'utilizzo come parcheggio pubblico, fino alle lunghe cause civili con i proprietari dell'area del Teatro Reinach. Oggi l'area si presenta come un vasto prato all'inglese, sviluppato attorno al monumento a Giuseppe Verdi ed al monumento al Partigiano, con piante ad alto fusto ed una fontana a vasca; costituisce uno dei luoghi di ritrovo e di relax più frequentati, soprattutto dai giovani.

### Parco Falcone Borsellino e Parco I Maggio (ex Eridania)

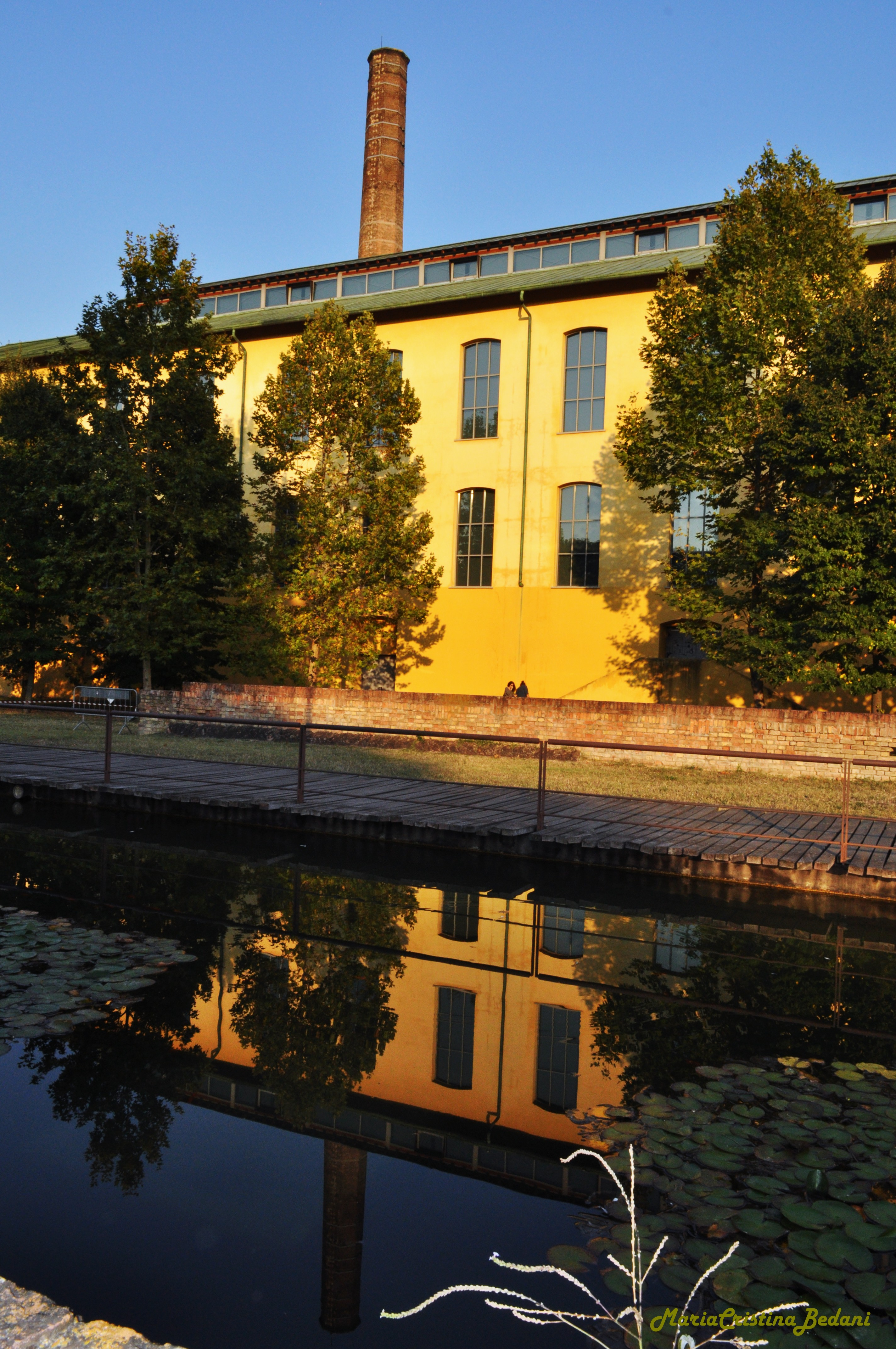
Auditorium Paganini

Grandi parchi cittadini contigui, rispettivamente di 75.000 m² e 46.985 m², sono situati sul margine nord-est del centro storico, tra il Barilla Center, via Toscana e Via Mantova. Il parco Falcone Borsellino è caratterizzato da ampi spazi a prati, solcati da sentieri percorribili a piedi e in bicicletta, con un'area dedicata ai giochi per i bimbi, panchine e tavoli di legno, una fontana ed un'area par cani. Il parco I Maggio, più noto come parco Ex Eridania, dalla zuccherificio trasformato nel 2001 dall'architetto Renzo Piano nell'Auditorium Niccolò Paganini che vi sorge tra gli alberi e le panchine, è caratterizzato anche dalle lunghe vasche un tempo utilizzate per il lavaggio delle barbabietole da zucchero, oggi restaurate, riempite di ninfee ed affiancate da passerelle di legno.

### Parco Ferrari
Grande parco cittadino esteso su una superficie di 93.180 m², sorge nel quartiere Cittadella, tra strada Torelli e strada Zarotto. Caratterizzato da ampi spazi verdi, è attraversato da una pista ciclabile costeggiata da panchine. Vi si trovano anche un'area gioco per i bimbi attrezzata con scivoli, altalene e fontana, un chiosco bar, campi sportivi, un'area dedicata ai cani ed il Parco giochi Ludobimbo, dotato di ampi spazi attrezzati ed una pista per moto-quad elettrici.

### Parco Bizzozero
Ampio parco urbano di 40 000 m², sorge immediatamente a sud della Cittadella, tra viale Duca Alessandro e via Montebello. Fu realizzato nei primi anni 2000 nell'ex podere che si sviluppava attorno a via Bizzozero. Solcato da varie piste pedonali e ciclabili, è noto anche come Parco del Dono, per la presenza del parco giochi idoneo per diversamente abili; vi si trova inoltre il Giardino dei Sensi, spazio dedicato agli ipovedenti, costituito da tre aree: quella dell'olfatto, quella del gusto-tatto e quella dell'udito. Nel 2009 fu avviata la riqualificazione anche dell'area al di là di via Bizzozero, con la realizzazione di altri nuovi giardini: un bosco urbano di biocompensazione, un giardino condiviso ed il Giardino dei poeti, dedicato a dieci poeti parmigiani; il percorso termina in un anfiteatro.

### Parco del Naviglio
Grande area verde estesa per circa 5 ettari, si sviluppa nel quartiere San Leonardo, fra via Paradigna, via Venezia e via Naviglio Alto. Noto anche come Parco Nord, vi si trovano un'area gioco per i bimbi, una fontana, percorsi sport, un'area cani e campi sportivi.

## Altri parchi cittadini
- Parco 8 ottobre 2001
- Parco Luciano Berio
- Parco Amedeo Bocchi
- Parco Cavagnari
- Parco dei Vetrai
- Parco delle Lavandaie
- Parco di Marano
- Parco di piazzale Lubiana
- Parco di piazzale Salvo D'Acquisto
- Parco di via Giuseppe Micheli
- Parco di Via Oradour
- Parco di Via Varese
- Parco Renzo Martini
- Parco Taci
- Parco Vero Pellegrini[12]